# Esakiozephyrus
Esakiozephyrus là một chi bướm ngày thuộc họ Lycaenidae.